# Liste der Kulturgüter in Vordemwald
Die Liste der Kulturgüter in Vordemwald enthält alle Objekte in der Gemeinde Vordemwald im Kanton Aargau, die gemäss der Haager Konvention zum Schutz von Kulturgut bei bewaffneten Konflikten, dem Bundesgesetz vom 20. Juni 2014 über den Schutz der Kulturgüter bei bewaffneten Konflikten sowie der Verordnung vom 29. Oktober 2014 über den Schutz der Kulturgüter bei bewaffneten Konflikten unter Schutz stehen.
Objekte der Kategorie A sind im Gemeindegebiet nicht ausgewiesen, Objekte der Kategorie B sind vollständig in der Liste enthalten, Objekte der Kategorie C fehlen zurzeit (Stand: 1. Januar 2023). Unter übrige Baudenkmäler sind weitere geschützte Objekte zu finden, die in der Bau- und Nutzungsordnung der Gemeinde verzeichnet und nicht bereits in der Liste der Kulturgüter enthalten sind.

## Kulturgüter
| Foto |                                                                                  | Objekt                                                | Kat. | Typ | Standort                            | Beschreibung |
| ---- | -------------------------------------------------------------------------------- | ----------------------------------------------------- | ---- | --- | ----------------------------------- | --- |
| BW   | Datei hochladen · Wikidata zu Ehemaliges Sägehaus der Stadt Zofingen (Q29581005) | Ehemaliges Sägehaus der Stadt Zofingen KGS-Nr.: 15867 | B    | G   | Pfaffnauerstrasse 2 634140 / 234187 | Von 1687 bis 1689 erbautes Sägewerk im Weilter Obersagen; bediente die umfangreichen Waldungen der Stadt Zofingen. Zweigeschossiger hölzerner Ständerbau mit frühbarocken Dekorationsmalereien, darunter ein Wappenfries. |

## Übrige Baudenkmäler
| ID  | Foto |                 | Objekt                         | Typ | Standort                               | Beschreibung |
| --- | ---- | --------------- | ------------------------------ | --- | -------------------------------------- | ------------ |
| 902 | BW   | Datei hochladen | Anbau Peyerwagenhaus (um 1800) | G   | Scheibenstrasse 25 634530 / 235675     |              |
| 903 | BW   | Datei hochladen | Gasthaus zum Tannenbaum (1845) | G   | Langenthalerstrasse 25 634268 / 234842 |              |
| 904 | BW   | Datei hochladen | Speicher, Stöckli (um 1800)    | G   | Geissbachweg 2 635489 / 235232         |              |
| 906 | BW   | Datei hochladen | Speicher (frühes 19. Jh.)      | G   | Chratzernstrasse 27 634083 / 235138    |              |
| 907 |      | Datei hochladen | Brunnen beim Sennhof (1897)    | K   | Sennhofstrasse                         |              |

Legende: Siehe Legende der Liste der Kulturgüter von nationaler und regionaler Bedeutung. Anstelle der KGS-Nummer wird als Objekt-Identifikator (ID) die Inventar- oder Gebäudenummer in der Bau- und Nutzungsordnung der Gemeinde verwendet.